# Ziehspalt
Als Ziehspalt wird der Abstand zwischen Ziehring (Matrize) und Ziehstempel beim Tiefziehen von Blechen verstanden. Im Allgemeinen ist der Ziehspalt größer als die Blechdicke, da ansonsten das Blech zusätzlich abgestreckt wird. Ein zu eng gewählter Ziehspalt kann zum Bodenreißer führen. Wird der Ziehspalt zu weit gewählt, kann dies Faltenbildung zur Folge haben.
Eine vereinfachte Auslegung gelingt, wenn der Ziehspalt mit dem 1,4-fachen der entsprechenden Blechdicke bemessen wird.
Üblicherweise werden für unterschiedliche Blechwerkstoffe auch unterschiedliche Ziehspalten verwendet.
Zusammengefasst hat die Größe des Ziehspalt Einfluss auf:
- die Qualität des Umformgutes
- die Toleranz des Ziehteiles
- die Kaltverfestigung des Bleches bei engen Ziehspalten
- das erreichbare Ziehverhältnis
- die Oberfläche (bei engen Ziehspalten)